# Oaxacagors
De oaxacagors (Aimophila notosticta) is een vogelsoort uit de familie Passerellidae.

## Verspreiding en leefgebied
Deze soort komt voor in Mexico met name in de staat Oaxaca, waar de naam vandaan komt.